# Autobahn Police Simulator
Autobahn Police Simulator (Autobahn Polizei Simulator en alemán) es un juego de simulación de conducción policial desarrollado por Z-Software y publicado por Aerosoft. La versión secuela del juego se lanzó el 7 de diciembre de 2017.
El juego se desarrolla en la Autobahn alemana. Es compatible con un volante para juegos e incluye una vista en tercera persona y en primera persona, así como personajes masculinos y femeninos. Hay 40 misiones en el juego y está disponible el modo de juego libre. Los jugadores también pueden explorar el mundo a pie. También hay comunicaciones por radio en el juego y un ciclo de día y noche.
Durante el juego, los jugadores podrán usar la señal de "sígueme" para avisar a los autos sospechosos. Los jugadores pueden asegurar accidentes, inspeccionar cargas de camiones, verificar las calcomanías de inspección TÜV (MOT) y verificar si hay alcohol o drogas.